# The Times They Are A-Changin’
1964. január 13-án jelent meg Bob Dylan harmadik albuma, a The Times They Are A-Changin'; ez volt Dylan első albuma, melynek producere teljes egészében Tom Wilson volt. Az album legtöbb dala merev, gyéren hangszerelt. Többször felmerülő téma a rasszizmus és az USA egyre hanyatló bányászata.
A címadó dal Dylan egyik leghíresebb dala. Sokak szerint kiválóan ragadta meg a szociális és politikai zűrzavar hangulatát, ami oly jellemző volt az 1960-as évekre.
A The Times They Are A-Changin' az amerikai listákon a 20. helyen kezdett és végül aranylemez lett. Nagy-Britanniában 1965-ben negyedik lett.

## A felvételek
Dylan harmadik albumának munkálatait 1963. augusztus 6-án kezdte, a Columbia Studios A Stúdiójában. A producer újra Tom Wilson volt, aki ezúttal az egész album felvételében segédkezett.
Az első stúdiónapon nyolc dalt vettek fel, de csak a "North Country Blues" felvételét találták használhatónak, és ezt félre is tették az albumhoz. Dylan befejezte még a "Seven Curses" című dalt is, de ez végül nem került fel az albumra.
Másnap négy dal készült el: a "Ballad of Hollis Brown", a "With God on Our Side", az "Only a Pawn in Their Game" és a "Boots of Spanish Leather". Mind a négy dal felvétele felkerült az albumra.
A harmadik stúdiónapot augusztus 12-én tartották, de erről az alkalomról semmi használható sem maradt. Viszont erről a napról három dal mégis megjelent az 1991-es The Bootleg Series Volumes 1–3 (Rare & Unreleased) 1961–1991 című albumon: a "Paths of Victory", a "Moonshine Blues" és az "Only a Hobo".
Ezután több, mint két hónapos szünet következett. Dylan ezalatt rövid turnén vett részt Joan Baez társaságában és több kulcsfontosságú koncerten lépett fel, melyek nyomán még többen ismerték meg a nevét. Amikor az A Stúdióban október 23-án újra munkához látott, Dylan hat új dalt hozott magával. Ezen a napon készült el a "The Lonesome Death of Hattie Carroll" és a "When the Ship Comes In", melyek az albumra is felkerültek. Dylan felvette a "Percy's Song" című dalt is, de ez csak az 1985-ös Biograph című albumon jelent meg.
Másnap Dylan felvette a "The Times They Are A-Changin'" és a "One Too Many Mornings" című dalokat, melyek szintén felkerültek az albumra. Elkészült még a "Lay Down Your Weary Tune" című dal is, de ez végül nem került rá az albumra, és csak az 1985-ös Biograph című albumon jelent meg, az "Eternal Circle" és a "Suze (The Cough Song)" pedig csak az 1991-es The Bootleg Series Volumes 1–3 (Rare & Unreleased) 1961–1991 című válogatáson.
A The Times They Are A-Changin' utolsó felvételi napját október 31-én tartották. Dyaln az egész felvételen a "Restless Farewell" című dallal foglalkozott. A dal melódiája a "The Parting Glass" című ír-skót dalból ered.

## A dalok
Az albumot a címadó dal indítja, mely Dylan egyik leghíresebb dala, bár sokan csak a címét ismerik. Dylan egyik barátja, Tony Glover 1963 szeptemberében felment Dylan lakására, ahol egy asztal volt tele kéziratokkal és versekkel. A "The Times They Are A-Changin'" még nem volt felvéve, de Glover megtalálta a dal kéziratát. Miután elolvasta a sort, hogy „come senators, congressmen, please heed the call – gyertek szenátorok, kongresszusi tagok, hallgassátok meg a kéréseket”, Glover azt kérdezte Dylantől: „Mi a fene ez?” Dylan csak ennyit mondott: „Hát, tudod, úgy tűnik, az emberek ilyeneket akarnak hallani.”
Ezt az öntudatos protest-dalt gyakran tekintik az 1960-as évek amerikai kultúrájára jellemző generációs szakadékra és politikai megosztottságra adott válasznak. Ám Dylan vitatta ezt az álláspontot, és 1964-ben ezt mondta: „Csak azokkal a szavakkal tudtam szétválasztani az élet és halál fogalmát. Egyáltalán nem a korról szól.” Egy évvel később ezt mondta: „Nem mondom azt, hogy a felnőttek soha többé nem fogják megérteni a fiatalokat, vagy a nagy halak nem értik meg a kis halakat. A dal nem állásfoglalás…Csak egy érzés.”
Harminc évvel később komoly vitákat okozott, amikor egy kanadai bank használta a dalt reklámkampányához.
A "Ballad of Hollis Brown"-t Dylan már a The Freewheelin' Bob Dylan-hez is felvette. Az akkori változatot végül nem használták fel, és a The Times They Are A-Changin'-hez új felvétel készült. Clinton Heylin szerint „a függetlenség és szabad akarat tragikus története a folk nyelvén”, egy kegyetlen történet az éhező családját és saját magát meggyilkoló farmerről („There's seven people dead in a South Dakota farm – Hét halott fekszik egy dél-dakotai farmon”).
A "With God on Our Side" első előadása 1963. április 12-én volt, a New York-i városházán (Dylan első fellépésén azon a helyen). Bár Dylan azt állítja, hogy eredeti kompozíció, a dallam feltűnően hasonlít a "The Patriot Game" című dalra, melynek szövegét Dominic Behan írta, és a dallam a "The Merry Month of May" című ír népdalból ered. Behan tolvajnak nevezte Dylant és be akarta perelni, de Dylan válaszra sem méltatta. A "The Patriot Game" című dalt először Nigel Denver skót folkénekes mutatta meg Dylannek. Jim McLean angol folkénekest Dylan 1962 vége felé kérdezte a dalról; ő így emlékezik: „Mit jelent az, hogy "Patriot Game"?…Elmagyaráztam neki – talán kiselőadást is tartottam –, beszéltem neki Dr Johnsonról, Dominic egyik kedvenc írójáról, aki azt írta, hogy 'a hazafiasság a gazemberek utolsó menedéke'.”
A következő dal a "One Too Many Mornings", egy lágy, szűkszavú ballada. Riley azt írja a dalról: „egy olyan ember hangja, akin eluralkodott az önsajnálat és túlzottan függetlenné vált ahhoz, hogy az újrakezdésre gondoljon.” Ez az album kedveltebb dalai közé tartozik; Dylan legendás 1966-os turnéján egy elektromos erősítésű zenekarral teljesen átértelmezve játszotta.
A "North Country Blues" egy történet arról, hogy egy bánya tönkrement tulajdonosai a munkásokat más országokba küldik dolgozni, szinte éhbérért. (Dylan később visszatért ehhez a témához 1983-as Infidels című albumán, a "Union Sundown" című dalban.) Ez az első alkalom, hogy Dylan egy nő szemszögéből írt egy dalt, jelenesetben egy munkanélküli bányász feleségééből.
Dylan az "Only a Pawn in Their Game" című dalt először egy választási nagygyűlésen adta elő a mississippi állambeli Greenwoodban. A dal Medgar Evers meggyilkolására utal. Evers a NAACP polgárjogi szervezet  mississippi vezetője volt. Bernice Johnson polgárjogi aktivista később azt mondta Robert Sheltonnak, hogy „a "Pawn" volt a legelső dal, mely nyíltan szólt arról, hogy a szegény fehérekkel ugyanúgy bántak, mint a szegény feketékkel. A greenwoodiak nem tudták, hogy Pete [Seeger], Theo[dore Bikel] és Bobby [Dylan] ismert emberek voltak. (Seeger és Bikel szintén ott volt a nagygyűlésen.) Boldogok voltak, hogy vannak, akik támogatják őket. De a gyapotmezők környékén Dylant szerették a legjobban.”

## Az album dalai
Minden dalt Bob Dylan írt.
1. "The Times They Are A-Changin'" – 3:15
2. "Ballad of Hollis Brown" – 5:06
3. "With God on Our Side" – 7:08
4. "One Too Many Mornings" – 2:41
5. "North Country Blues" – 4:35
6. "Only a Pawn in Their Game" – 3:33
7. "Boots of Spanish Leather" – 4:40
8. "When the Ship Comes In" – 3:18
9. "The Lonesome Death of Hattie Carroll" – 5:48
10. "Restless Farewell" – 5:32

## Külső hivatkozások
- Az eredeti cikk Hattie Carroll haláláról[halott link]
- Élet a magányos halál után